# Quando vedrai la mia ragazza/Ti cambierò con una meglio di te
Quando vedrai la mia ragazza/Ti cambierò con una meglio di te è un singolo di Little Tony, pubblicato nel 1964.
Quando vedrai la mia ragazza è un brano musicale composto da Carlo Rossi ed Enrico Ciacci, fratello di Little Tony, presentato al Festival di Sanremo 1964 nell'interpretazione dello stesso Little Tony in abbinamento con il cantante statunitense Gene Pitney.
Il brano è inserito nei 33 giri dei due interpreti, rispettivamente I successi di Little Tony e Pitney italiano, pubblicati nel 1964.
Ti cambierò con una meglio di te, composto da Phaltan e Ciacci, è il brano presente sul lato B del 45 giri, mentre sul lato A del singolo di Pitney compare E se domani, altro brano presentato al Festival.
Entrambi i brani uscirono anche incisi dallo stesso Little Tony in lingua francese su un 45 giri stampato in Italia dalla Durium in pochissimi esemplari.
Esiste anche la versione di Ezio De Gradi e gli Enigmisti (Nuova Enigmistica Tascabile, N. 477) di Quando vedrai la mia ragazza.
Posizioni raggiunte nelle classifiche di vendita:
| Classifica (1964) | Posizione | Artista     |
| ----------------- | --------- | ----------- |
| Italia            | 8         | Little Tony |
| Italia            | 4         | Gene Pitney |

A livello annuale si hanno questi risultati;
| Classifica (1964) | Posizione | Artista     |
| ----------------- | --------- | ----------- |
| Italia            | 50        | Little Tony |
| Italia            | 20        | Gene Pitney |